# Paul Azinger
Paul William Azinger (Holyhoke, 6 gennaio 1960) è un golfista statunitense.
Il suo principale successo è la vittoria nel PGA Championship, uno dei tornei major del circuito, ottenuta nel 1993.
Tra il 1988 e il 1994 è stato per oltre 300 settimane tra i primi dieci giocatori dell'Official World Golf Rankings.
Nel 2008 è stato nominato capitano della squadra statunitense di Ryder Cup e ha condotto la squadra ad una vittoria che mancava dal 1999.
Complessivamente in carriera ha vinto 15 tornei.